# Silence in the Snow
| Совокупная оценка  | Совокупная оценка |
| Источник           | Оценка            |
| ------------------ | ----------------- |
| Metacritic         | 80/100            |
| Оценки критиков    |                   |
| Источник           | Оценка            |
| About.com          | [ 2 ]             |
| AllMusic           | [ 3 ]             |
| Classic Rock       | [ 4 ]             |
| Exclaim!           | 5/10              |
| The Guardian       | [ 6 ]             |
| New Noise Magazine | [ 7 ]             |
| PopMatters         | [ 8 ]             |
| Ultimate Guitar    | 8/10              |

Silence in the Snow — седьмой студийный альбом группы Trivium. Дата выхода на физическом носителе 2 октября 2015 года.
При записи этого альбома группа полностью отказалась от использования экстрим-вокала. Причиной этого послужил фестиваль Rock On The Range 2014 года, на котором Мэтт сорвал голос. Врачи ему сказали, что возможно, он больше не сможет петь экстрим-вокалом. Перед выходом альбома группа выпустила три сингла с новой пластинки. 30 июля 2015 года вышел первый сингл «Silence in the Snow», а также клип на эту композицию. 13 августа вышел второй сингл «Blind Leading the Blind». 26 августа выходит третий сингл с грядущего альбома под названием «Until the World Goes Cold». Это первый альбом с новым участником группы Мэтом Мадиро в качестве ударника. За неделю до выхода, 25 сентября 2015 года, альбом был целиком презентован на радио Octane, при участии Хифи, Болье и Греголетто.

## Список композиций
| №                   | Название                        | Длительность |
| ------------------- | ------------------------------- | ------------ |
| 1.                  | «Snøfall»                       | 1:28         |
| 2.                  | «Silence in the Snow»           | 3:40         |
| 3.                  | «Blind Leading the Blind»       | 4:25         |
| 4.                  | «Dead and Gone»                 | 3:46         |
| 5.                  | «The Ghost That's Haunting You» | 4:09         |
| 6.                  | «Pull Me from the Void»         | 3:53         |
| 7.                  | «Until the World Goes Cold»     | 5:21         |
| 8.                  | «Rise Above the Tides»          | 3:54         |
| 9.                  | «The Thing That's Killing Me»   | 3:30         |
| 10.                 | «Beneath the Sun»               | 3:56         |
| 11.                 | «Breathe in the Flames»         | 5:11         |
| Общая длительность: | Общая длительность:             | 43:13        |

| №                   | Название                  | Длительность |
| ------------------- | ------------------------- | ------------ |
| 12.                 | «Cease All Your Fire»     | 5:00         |
| 13.                 | «The Darkness of My Mind» | 4:44         |
| Общая длительность: | Общая длительность:       | 52:57        |

## Участники записи
- Мэтью Хифи — вокал, гитара;
- Кори Бьёлье — гитара
- Паоло Греголетто — бас-гитара, бэк-вокал;
- Мэт Мадиро — ударные, перкуссия

## Чарты
| Чарт (2015)                          | Позиция |
| ------------------------------------ | ------- |
| Австралия (ARIA)                     | 7       |
| Австрия (Ö3 Austria)                 | 11      |
| Бельгия/Фландрия (Ultratop)          | 58      |
| Бельгия/Валлония (Ultratop)          | 63      |
| Канада (Canadian Albums Chart)       | 8       |
| Нидерланды (Album Top 100)           | 80      |
| Финляндия (Suomen virallinen lista)  | 16      |
| Франция (SNEP)                       | 81      |
| Германия (Offizielle Top 100)        | 13      |
| Ирландия (IRMA)                      | 33      |
| Новая Зеландия (RMNZ)                | 21      |
| Испания (PROMUSICAE)                 | 92      |
| Швейцария (Schweizer Hitparade)      | 19      |
| Великобритания (UK Albums Chart)     | 19      |
| США (Billboard 200)                  | 19      |
| США (Billboard Top Hard Rock Albums) | 3       |
| США (Billboard Top Rock Albums)      | 3       |